# 파라마운트 스카이댄스
파라마운트 스카이댄스 코퍼레이션(영어: Paramount Skydance Corporation) (상호 파라마운트, 스카이댄스 코퍼레이션)는 파라마운트 픽처스 부지 내 캘리포니아주 로스앤젤레스에 본사를 두고 샌타모니카와 뉴욕에 사무실을 둔 미국의 다국적 대중 매체 및 엔터테인먼트 복합 기업이다. 파라마운트 글로벌과 스카이댄스 미디어의 합병으로 설립되었으며, 내셔널 어뮤즈먼트는 합병 회사(후자는 독립 회사로)에 흡수되어 2025년 8월 7일에 완료되었다. 나스닥에서 "PSKY" 티커 심볼로 거래된다.

## 배경
일련의 기업 합병, 분할 및 파트너십을 통해 파라마운트 픽처스, CBS, 바이어컴, 스카이댄스 미디어는 2025년 파라마운트 스카이댄스로 통합되기 전 오랜 역사를 공유했다.

### 1912–1986
파라마운트 픽처스는 1912년 페이머스 플레이어스 필름 컴퍼니로 설립되었다. CBS는 1927년에 설립되었으며, 파라마운트 픽처스는 1929년부터 1932년까지 CBS의 지분 49%를 소유했다.
1952년, CBS는 CBS의 네트워크 소유 텔레비전 시리즈 라이브러리에 대한 방송 신디케이션 권한을 담당하는 부서인 CBS 텔레비전 필름 세일즈를 설립했다. 1958년에 해당 부서명이 CBS 필름으로 이름이 변경되었고 1967년 12월 1일에는 CBS 엔터프라이즈(CBS Enterprises Inc.)로 다시 이름이 변경되었다. 1970년에는 바이어컴(Video and Audio Communications의 약자)으로 이름이 변경되었다. 1971년에 이 신디케이션 부서는 새로운 FCC 규정(텔레비전 네트워크가 신디케이션 회사를 소유하는 것을 금지하는 규정)에 따라 분할되었다 (이후 해당 규정들은 1993년에 완전히 폐지되었다).
한편, 파라마운트 픽처스는 1966년 걸프 앤 웨스턴 인더스트리스(Gulf and Western Industries)에 인수되었고, 1989년 파라마운트 커뮤니케이션(Paramount Communications)으로 이름을 변경했다.

### 1986–2005
1986년, 바이어컴은 워너 커뮤니케이션스와 아메리칸 익스프레스로부터 MTV 네트웍스와 쇼타임/더 무비 채널을 인수했다. 1987년에는 극장 운영 회사인 내셔널 어뮤즈먼트가 바이어컴의 대다수 지분을 인수했다.
바이어컴은 5개월간의 쇼핑 채널 QVC와의 경쟁 끝에 1994년 2월 97억 5천만 달러에 파라마운트 커뮤니케이션스의 지분 50.1%를 인수했다. 합병은 7월에 완료되었다. 1999년, 바이어컴은 이전 모회사인 CBS 코퍼레이션 (1995년에 CBS와 합병했던 웨스팅하우스 일렉트릭 코퍼레이션의 이름 변경 회사)과의 합병 계획을 발표하며 당시 최대 규모의 인수를 단행했다. 합병은 2000년에 완료되어 CBS가 이전 신디케이션 부서와 재결합하게 되었다.

### 2005–2019
2005년 12월 31일, 바이어컴은 두 회사로 분할되었다: 두 번째 CBS 코퍼레이션 (이전 회사의 후계자)과 두 번째 바이어컴 (분사로 설립).
데이비드 엘리슨은 2006년에 스카이댄스 미디어를 설립했다. 2009년 스카이댄스와 파라마운트 픽처스는 5년 공동 자금 조달, 제작 및 배급 계약을 체결했으며, 파라마운트는 추가 배급 옵션을 가졌다. 이후 2013년과 2017년 계약이 두 차례 두 차례 연장되었다.

## 역사

### 설립
2023년, 부채와 엔터테인먼트 산업에서의 경쟁력 유지를 위해 고심하던 파라마운트의 모회사인 내셔널 어뮤즈먼트는 파라마운트 글로벌의 잠재적인 합병 및 인수 기회를 모색했다. 소니 픽처스 엔터테인먼트, 워너 브라더스 디스커버리, 아폴로 글로벌 매니지먼트, 워너 뮤직 그룹, Allen Media Group, 스카이댄스 미디어 등 수많은 유명 회사들이 잠재적인 사업 파트너십을 모색하거나 회사를 인수하는 데 관심을 표명했다.
스카이댄스와의 합병 계약에 처음 도달한 후, 파라마운트와 스카이댄스는 불만족스러운 대화로 인해 6월 11일 제안된 합병을 취소했다. 협상 중단 후, 스카이댄스는 2024년 7월 2일 잠정 합의에 도달하여 스카이댄스, 내셔널 어뮤즈먼트, 파라마운트 간의 3자 합병을 수행하여 당시 "뉴 파라마운트"로 알려진 회사를 설립하기로 했다. 합병이 완료된 후, 스카이댄스 미디어의 CEO인 데이비드 엘리슨은 합병된 회사의 회장 겸 CEO가 되었고 제프 셸은 사장이 되었다.
파라마운트는 2025년 2월과 2025년 5월에 거래가 상반기 내에 완료될 것으로 예상했지만, 그렇게 되지 않았다. 거래가 아직 승인되지 않은 상태에서 2025년 4월 8일 첫 번째 자동 연장(2025년 7월 7일까지)이 발효되었고, 이어서 2025년 7월 7일 두 번째 자동 연장(2025년 10월 4일까지)이 발효되었다. SEC와 EC는 2025년 2월에 이 거래를 승인했다. 2025년 3월 10일, 스카이댄스 미디어는 2024년 여름 45일간의 "고 숍(go shop)" 기간 이후 파라마운트 입찰과 관련하여 프로젝트 라이즈 파트너스(Project Rise Partners)에 대한 서신을 연방거래위원회(FTC)에 제출했다. 2025년 3월 말, FCC 위원장 브렌던 카는 합병을 원하는 기업은 다양성, 형평성 및 포용성(DEI) 증진을 목표로 하는 정책을 폐지해야 한다고 발표했다.
2025년 7월 22일, 오라클이 스카이댄스 미디어와 연간 1억 달러 규모의 클라우드 소프트웨어 계약에 대해 협상 중이라는 보도가 나왔는데, 이는 후자의 파라마운트 글로벌 인수가 완료되면 제공될 예정이었다. 7월 24일, FCC는 파라마운트 글로벌과 스카이댄스 미디어 간의 합병을 승인했으며, 합병은 8월 7일까지 완료될 예정이었다. 수많은 공개 보고서에 따르면, 파라마운트/CBS가 도널드 트럼프 대통령을 대신하여 제기된 소송을 끝내기 위해 1,600만 달러를 지불하는 것에 동의하여 합병에 대한 정부 승인을 확보하려는 잠재적인 대가성 거래가 있었다고 한다. 유사한 공개 보고서들은 CBS가 합병에 대한 연방 승인을 확보하기 위해 레이트 쇼 위드 스티븐 콜베어를 종료할 것이라는 또 다른 잠재적인 대가성 거래를 시사했다. CBS 경영진은 두 가지 공개 보도된 주장을 모두 부인했으며, 레이트 쇼 프랜차이즈의 2026년 종료는 순전히 재정적 결정에 따른 것이라고 주장했다.
8월 4일, 파라마운트 스카이댄스는 엘리슨과 셸과 함께 새로운 리더십 일부를 발표했는데, 앤디 고든이 COO 겸 전략 책임자로 합류하고, 신디 홀랜드가 스트리밍 서비스인 파라마운트+와 플루토 TV를 이끌고, 다나 골드버그와 조쉬 그린스타인이 파라마운트 픽처스를 공동으로 이끌고, 파라마운트 글로벌 베테랑인 조지 칙스가 텔레비전 네트워크를 이끌게 되었다. 같은 날, 회사는 3개의 주요 사업 단위로 구성될 것이라고 발표했다: 스튜디오(파라마운트 픽처스, 스카이댄스 픽처스, 니켈로디언 무비스 및 영화, 텔레비전, 비디오 게임과 같은 기타 부서로 구성), 직접 소비자 (파라마운트+ 및 플루토 TV) 및 TV 미디어 (CBS, BET, MTV, 니켈로디언 등). 또한 MTV 엔터테인먼트 스튜디오와 스카이댄스 텔레비전의 합병을 매트 투넬이 이끌 파라마운트 텔레비전 스튜디오의 부활로 발표했다. 텔레비전 단위의 감독은 투넬이 스튜디오 부서를 이끌고 (스트리밍 서비스에 중점을 둠), 조지 칙스는 TV 미디어 부서의 제작을 감독하는 것으로 나뉘게 될 것이다 (선형 네트워크 및 사우스 파크에 중점을 둠). 8월 5일, 파라마운트 스카이댄스는 약 1,000명의 직원을 해고하고 20억 달러의 운영 비용을 삭감할 것이라고 발표했으며, 오라클의 도움을 받아 파라마운트+와 플루토 TV의 합병에 관심을 표명했다. 회사 설립 후, 제프 셸은 파라마운트 스카이댄스가 NAI 영화관 매각을 검토 중이라고 발표했다.

### 합병 이후
2025년 8월 8일, 파라마운트는 1994년 첫 바이어컴이 입주한 이래 처음으로 원 애스터 플라자를 떠나 로스앤젤레스의 파라마운트 픽처스 부지에 본사를 둘 것이라고 발표했다. 8월 11일, 파라마운트는 TKO 그룹과 7년 계약을 발표했으며, 이에 따라 UFC는 미국에서 독점적으로 배급될 것이다. UFC의 13개 주요 번호 이벤트와 30개의 "파이트 나이트"는 스트리밍 플랫폼인 파라마운트+에서 방영될 것이며, 일부 번호 이벤트는 2026년부터 CBS에서도 동시 방영될 예정이다. 8월 13일, 파라마운트는 탑 건 3, 스타 트렉 및 기타 프로젝트가 이제 우선 순위라고 발표했다. 파라마운트 경영진은 연간 20편의 영화를 개봉할 예정이다. 직접 소비자 부문 회장인 신디 홀랜드는 "우리는 전 세계 모든 시청자에게 즐거움을 선사하고 싶다. 오늘날 파라마운트+에는 테일러 셰리던 세계관이라는 정말 훌륭한 기반이 있다. 또한 놀라운 CBS 다음 날, 라이브 스포츠, 케이블 네트워크에서 많은 것, 스타 트렉과 같은 프랜차이즈, 수많은 시리즈가 있다. 우리는 그것을 확장하여 시청자가 가끔씩, 즉 시청하러 온 한 가지에만 국한되지 않고 궁극적으로 그리고 바라건대 모든 시청자에게 연중무휴 매일 습관적으로 프로그램을 제공할 수 있도록 노력하고 있다."라고 말했다. 엘리슨에 따르면 스트리밍 영화는 우선 순위가 아닐 것이다.

## 회사 단위
파라마운트 스카이댄스는 세 가지 주요 사업 부문으로 구성된다:
- 파라마운트 스카이댄스 스튜디오는 회사의 영화 및 텔레비전 제작 스튜디오로 구성된다.
  - 파라마운트 모션 픽처 그룹은 영화 제작 및 배급에 중점을 두며, 회사 이름과 대표 레이블인 파라마운트 픽처스를 포함하여 파라마운트 애니메이션, 파라마운트 플레이어스 및 니켈로디언 무비스 레이블로 영화를 개봉한다. 기타 자산으로는 스카이댄스 프로덕션, Skydance Animation (및 그 자회사인 Skydance Animation Madrid), Skydance Sports, 리퍼블릭 픽처스 및 미라맥스 그리고 유나이티드 인터내셔널 픽처스의 50% 지분이 포함된다.[69] 파라마운트 픽처스는 또한 파라마운트 스튜디오 그룹 (실제 스튜디오 및 후반 작업), 제작 시설 및 부지, 그리고 Paramount Home Entertainment 및 음악을 위한 복원/보존 아카이브로 구성된다.
  - 파라마운트 텔레비전 스튜디오는 주로 스트리밍을 위한 텔레비전 제작에 중점을 둔다.
  - 파라마운트 익스피리언스는 Paramount Consumer Products의 상품 소매 및 라이선싱에 중점을 두며, 일부 테마파크와 비디오 게임 스튜디오인 Skydance Interactive 및 뉴 미디어도 포함한다.[70]
- 파라마운트 스카이댄스 직접 소비자는 전 세계 오버더톱 스트리밍 서비스에 중점을 두며, 파라마운트+, Pluto TV, SkyShowtime (50%는 컴캐스트의 Sky Group과 공동 소유), CBS News 24/7, CBS Sports HQ 및 2020년에 인수한 푸보티비의 미공개 지분을 포함한다.[71]
- 파라마운트 스카이댄스 TV 미디어는 회사의 국내외 선형 텔레비전 채널을 포함한다. 이 부서는 또한 니켈로디언 프로덕션 (그 애니메이션 스튜디오 및 Avatar Studios 포함), See It Now Studios 및 사우스 파크 디지털 스튜디오의 50% 지분을 감독한다.
  - CBS 엔터테인먼트는 CBS, CBS 스튜디오, CBS Media Ventures (Big Ticket Television 포함), CBS News and Stations 및 CBS 스포츠를 감독한다. 워너 브라더스 디스커버리의 Warner Bros. Television Group 유닛과 함께 The CW의 12.5% 지분을 소유하고 있다.
  - BET Media Group (BET Studios 포함)은 BET 이름으로 채널을 소유한다.
  - 파라마운트 미디어 네트웍스는 미국 내 파라마운트 소유의 유료 텔레비전 채널을 포함하며, MTV, 니켈로디언 (TeenNick, 닉툰스, 닉 주니어 포함), 코미디 센트럴, TV 랜드, 패러마운트 네트워크, 로고, CMT, Pop TV, 쇼타임, The Movie Channel, Flix, VH1 및 스미소니언 채널이 있다.
  - Paramount International Networks는 세 가지 지역 허브로 나뉜 특정 국제 버전의 텔레비전 채널을 포함한다: 영국 및 호주, 유럽, 중동, 아프리카 및 아시아 (EMEAA), 그리고 아메리카, 뿐만 아니라 지역별 네트워크 (예: 영국 채널 5, 호주 네트워크 텐, 아르헨티나 텔레페, 칠레 칠레비시온)도 포함한다. 또한 AMC Networks International과 함께 유럽 전역에서 이전에 CBS 이름으로 운영되던 채널들을 공동 소유하고 있다.
  - 파라마운트 글로벌 콘텐츠 배급은 파라마운트의 텔레비전 네트워크 및 스트리밍 서비스에 대한 국제 텔레비전 배급 부서 역할을 한다.

현재 파라마운트 스카이댄스의 일부인 기타 사업으로는 내셔널 어뮤즈먼트의 현재 자회사인 Showcase Cinemas 및 브라질의 UCI Cinemas 사업이 있다.

## 리더십

### 이사회[72]
- 데이비드 엘리슨
- 바바라 M. 번
- 게리 카디날레
- 사프라 A. 카츠
- 앤디 고든
- 저스틴 G. 해밀
- 셰리 랜싱
- 폴 마리넬리
- 제프 셸
- 존 L. 손튼

### 경영진
- 데이비드 엘리슨, 회장 겸 최고경영자
- 제프 셸, 사장
  - 앤디 고든, 최고 전략 책임자 겸 최고운영책임자
  - 조지 칙스, TV 미디어 회장
  - 다나 골드버그, 파라마운트 픽처스 공동 회장 겸 파라마운트 텔레비전 회장
  - 조쉬 그린스타인, 파라마운트 픽처스 공동 회장 겸 플랫폼 부회장
  - 신디 홀랜드, 직접 소비자 회장
  - 스테파니 쿄코 매키넌, General Counsel 겸 법률 대행 책임자
  - 짐 스턴어, 최고 인사 책임자
  - 앤드루 C. 워렌, 부사장, 임시 최고재무관리자
  - 멜리사 주커만, 최고 커뮤니케이션 책임자